# 寨头堡乡
寨头堡乡，是中华人民共和国山東省德州市乐陵市下辖的一个乡镇级行政单位。

## 行政区划
寨头堡乡下辖以下地区：
冢上村、阎孟村、盖家村、东杜家村、坡赵村、阎芙蓉村、红旗社区村、永和社区村、幸福社区村、友谊社区村、和谐社区村、中心社区村、永兴社区村、联谊社区村、兴隆社区村、永昌社区村、振兴社区村、兴业社区村、碧霞社区村和兴华社区村。